# Dominique Tian
Pour les articles homonymes, voir Tian.
Dominique Tian, né le 14 décembre 1959 à Marseille, est un homme d'affaires et politique français, député des Bouches-du-Rhône de 2002 à 2017 et premier adjoint au maire de Marseille de 2014 à 2020. Comme député, il est remarqué pour son engagement contre la fraude sociale. En 2019, il est condamné définitivement en appel pour « déclaration mensongère de patrimoine » et « blanchiment de fraude fiscale ».

## Biographie
Ancien élève de l'institut d'études politiques d'Aix-en-Provence, il est élu conseiller général du canton de Marseille-Saint-Giniez en octobre 1988, fonction à laquelle il sera réélu en mars 1994 et mars 2001. Parallèlement, il est également élu conseiller municipal de Marseille en juin 1995, réélu en 2001 et 2008. Il est maire du 4e secteur de la ville de juin 1995 jusqu'à sa démission en septembre 2013.
Il est suppléant du député Jean-François Mattei, élu le 9 juin 2002, pour la XIIe législature (2002-2007), dans la deuxième circonscription des Bouches-du-Rhône. Mattei étant nommé ministre de la santé, il intègre l'Assemblée nationale le 19 juillet 2002. Il démissionne de son mandat de conseiller général pour se mettre en conformité avec la loi limitant le cumul de mandats. Il fait partie de La Droite populaire, groupe UMP. Il est réélu député en 2007 et en 2012.
Il est membre du groupe d'études sur la question du Tibet de Assemblée nationale.
En avril 2014, il est élu premier adjoint au maire de Marseille, Jean-Claude Gaudin.
Il soutient Bruno Le Maire pour la primaire française de la droite et du centre de 2016. En septembre 2016, il est nommé directeur de campagne régional pour la Provence-Alpes-Côte d’Azur.
En 2018, il annonce ne pas être candidat à la succession de Jean-Claude Gaudin, du fait de sa condamnation judiciaire en première instance.
Déjà à la tête d'hôtels et restaurants à Marseille Aéroport (Best Western), le chef d'entreprise reprend les Arcenaulx sur le cours Estienne-d'orves à Marseille,.

### Aide médicale d'État
Avec l'aide du député de l'UMP Claude Goasguen, Dominique Tian défend 5 amendements en vue de limiter les conditions d'accès à l'aide médicale d'État. Selon ces derniers, cette aide d’État a été « dévoyée » et il conviendrait de « revenir aux principes de sa création ».
Ainsi, le 2 novembre 2010, l'Assemblée nationale adopte un projet de loi visant à imposer des conditions à l'accès à l'AME. Désormais, les bénéficiaires de celle-ci devront s'acquitter d'un droit de 30 euros par an. Seuls leurs conjoint(s) et leurs enfants pourront être leurs ayants droit, et non plus comme auparavant, les ascendants et les collatéraux du bénéficiaire.
Pour justifier cette modification des conditions d'accès à l'AME, Dominique Tian déclare qu'« un travailleur qui paye ses cotisations sociales obligatoires mais qui n'a pas de mutuelle complémentaire a une moins bonne couverture qu'un étranger en situation irrégulière bénéficiaire de l'AME ». Un sondage IFOP effectué juste après le débat au parlement indique alors que 49 % des sondés souhaitent conditionner l'AME au paiement d'une contribution financière, 31 % demandent la suppression de l'AME et seuls 20 % des sondés sont favorables au maintien de l'AME gratuite. 60 % des sympathisants de gauche se déclarent pour la suppression de l'AME ou son conditionnement au paiement d'un droit d'entrée.

### Rapport sur la fraude sociale
Dominique Tian est le rapporteur du rapport sur la fraude sociale du 29 juin 2011. Selon ce rapport, la fraude aux prélèvements et aux prestations en France s'élèverait au total à près de 20 milliards d'euros par an. Il considère aussi que la lutte contre la fraude reste insuffisante malgré une progression de la détection et des récupérations.

### Compte à l'étranger non déclaré
Le 17 avril 2015, la presse fait état d'une irrégularité sur la déclaration de patrimoine du député : il possédait en effet un compte en Suisse, alimenté d'au moins un million et demi d'euros comme il le reconnaît lui-même,, ainsi qu'un hôtel en Belgique. La Haute Autorité pour la transparence de la vie publique transmet le dossier au parquet de Paris alors qu'il doit être jugé pour « blanchiment de fraude fiscale ».
En janvier 2018, la cour le condamne pour blanchiment de fraude fiscale à un an de prison avec sursis, 1,45 million d'euros d'amende et trois ans d'inéligibilité, mais il fait appel. Personne dans la majorité LR marseillaise ni dans l'opposition ne demande sa démission et il reste en poste.
En appel, en octobre 2019, sa peine est portée à 18 mois de prison avec sursis, cinq ans d'inéligibilité et 900 000 € d'amende. Un pourvoi en cassation lui permet de conserver son mandat, mais il ne se représente pas en 2020. Son pourvoi est rejeté le 21 octobre 2020 et sa condamnation devient définitive.